# 谭右铭
谭右铭（1910年12月—2015年2月14日），原名谭林，四川云阳人，中国人民解放军开国少将。

## 生平
1910年12月生于四川云阳。1932年8月参加上海反帝大同盟，同年10月加入中国共产主义青年团，1933年8月转为中国共产党党员。历任中共四川云阳工委书记、中共云奉边区特委书记、中共川东临时工委书记。1937年7月后，任山西青年抗敌决死队第十总队干事，山西新军教导二师二团政治处主任、师政治处主任，八路军115师独立支队、教导第二旅政治部宣教科科长，胶东军区政治部组织科科长、组织部部长，山东军区独立第五旅政治部主任，华东野战军九纵二十五师副政委、政委，中国人民解放军第二十七军第七十九师政委，中国人民解放军第二十军政治部主任。1950年10月后，任中国人民志愿军第二十军副政委、政委，中国人民解放军政治学院政治部副主任，解放军报社副总编辑。1963年9月后，任中华人民共和国第四机械工业部副部长、党委副书记兼政治部主任。“文化大革命”中遭受迫害，1984年8月彻底平反。1985年离休。离休后享受部长级待遇。
1955年被授予少将军衔，获二级独立自由勋章、一级解放勋章。
2015年2月14日，谭右铭在北京病逝，享年105岁。